# Голџијев апарат
Образовање протеинa и липида почиње у ендоплазматичном ретикулуму, али се у њему не одиграва до краја. Протеини своју коначну структуру (кватернерну) стичу у Голџијевом апарату (Голџијевом комплексу, области), а исто важи и за липиде. Име је добио по италијанском научнику Камилу Голџију (Camillo Golgi) који га је идентификовао 1898, а синоним му је и дихтиозом. 
Састоји се од низа спљоштених, дискоидалних кесица (сакула), које су међусобно скоро паралелно постављене (као наслагани тањири) и на крајевима су проширене. Од њих се одвајају мање или веће везикуле (мехурићи) у којима су производи синтезе Голџијевог апарата.
Материје синтетисане у ендоплазматичном ретикулуму допремају се транспортним везикулама до Голџијевог апарата где се врши њихово сазревање, обрађују се додавањем одређене функционалне групе(нпр. фосфатне) и усмеравају ка тачном одредишту у ћелији. Голџијев апарат управља кретањем молекула у ћелији. Из ендоплазматичног ретикулума у Голџијев апарат доспевају:
- секреторни протеини (они које ће ћелија егзоцитозом избацити у међућелијски простор; нпр. инсулин у ћелијама панкреаса) па је то секреторна улога ове органеле;
- протеини и липиди ћелијске мембране;
- протеини (ензими) који ће образовати лизозоме;
- у биљним ћелијама у Голџијевом апарату се обавља синтеза производа који су намењени вакуоли, ћелијском зиду и плазма мембрани.

## Структура
Код Голџијевог апарата разликују се две стране: cis страна (окренута ендоплазматичном ретикулуму) и trans страна. 
 Окренута у правцу cis зоне Голџијевог апарата, налази се транзициона зона ендоплазматичног ретикулума, која на себи нема рибозоме.
Голџијев апарат се састоји из сакула, везикула и мрежа (места спајања везикула пореклом из ендоплазматичног ретикулума које, због сталног примања и отпуштања везикула, никад немају правилан облик). Сакуле представљају издужене кесасте творевине, док су везикуле мање, неправилног или лоптастог облика. Број сакула по органели је обично од четири до шест али, зависно од типа ћелије, може их бити и до двадесет.
Крећући се редом од cis ка trans страни структуре су следеће:
- Голџијев апарат у контексту секреторних путеваcis мрежа
- cis сакуле
- медијалне сакуле
- trans сакуле
- trans мрежа

Везикуле које преносе продукте ендоплазматичног ретикулума су преносне везикуле, оне које преносе продукте између сакула Голџија су бочне, а оне које односе продукте су секретне.